# Santiago Orduna

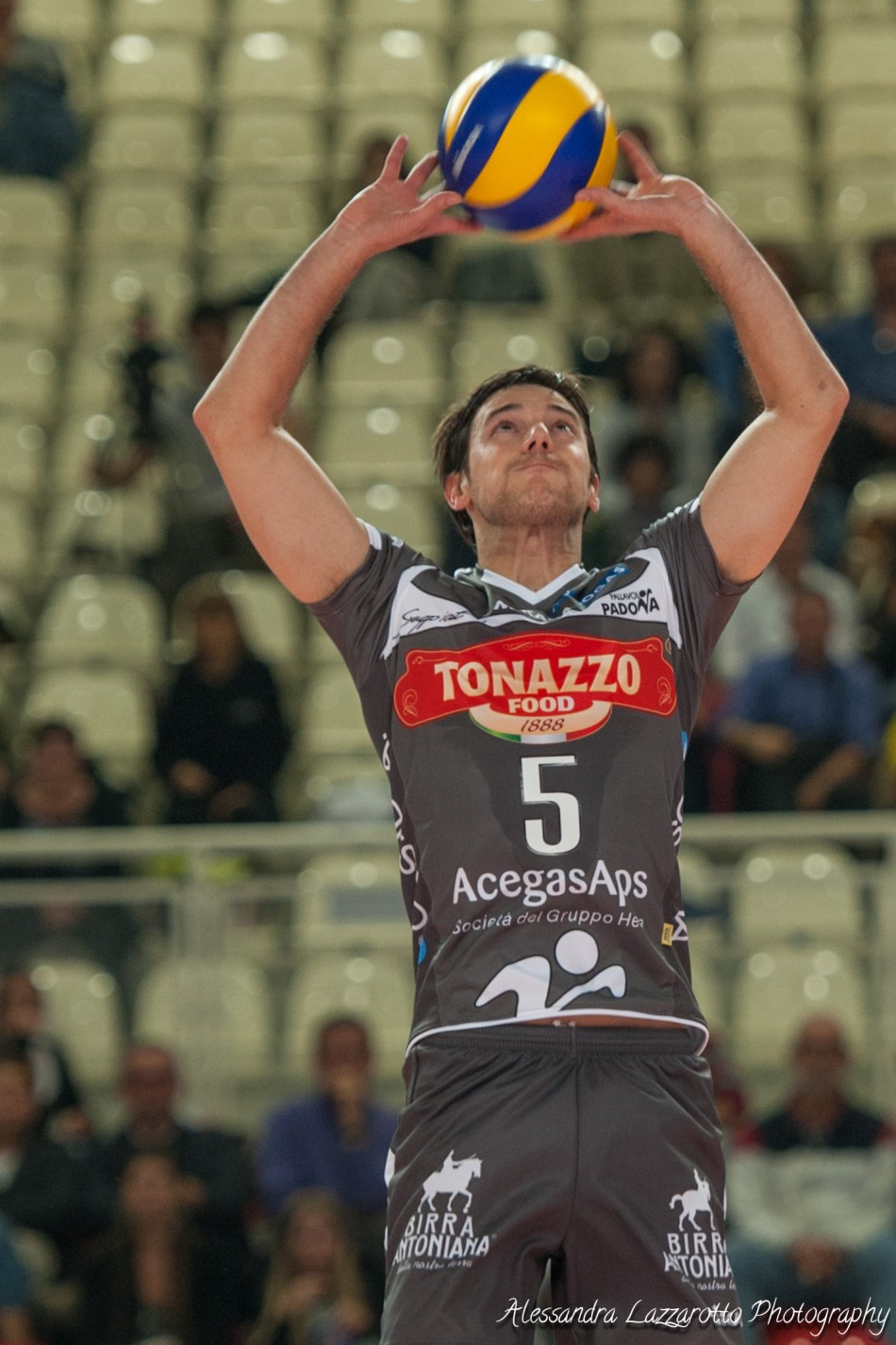
Santiago Orduna zawodnikiem Tonazzo Padwa

Santiago Orduna (ur. 31 sierpnia 1983 w Buenos Aires) – argentyński siatkarz, grający na pozycji rozgrywającego.
Jego ojcem jest Guillermo Orduna trener żeńskiej reprezentacji Argentyny.
Latem w 2012 roku poślubił w Buenos Aires włoską siatkarkę Lucilę De Luca, która występowała w klubie Reggio Emilia, tj. Santiago.
W 2020 roku otrzymał obywatelstwo włoskie.

## Sukcesy klubowe
Liga argentyńska:
- 2005
- 2006

Puchar Hiszpanii:
- 2008

Superpuchar Włoch:
- 2016

Puchar Challenge:
- 2018
- 2019, 2025[9]

Puchar CEV:
- 2022[10]

Puchar Włoch:
- 2025[11]

Liga włoska:
- 2025[12]

## Sukcesy reprezentacyjne
Mistrzostwa Ameryki Południowej:
- 2007

## Nagrody indywidualne
- 2007: Najlepszy rozgrywający Mistrzostw Ameryki Południowej